# Црква брвнара у Сечој Реци
Црква брвнара у Сечој Реци, општина Косјерић у Златиборском округу, убраја се у споменике културе од великог значаја. Поред цркве брвнаре подигнута је у периоду од 1900. до 1903. године зидана црква истог посвећења. Између цркви је зидани звоник, за кога се зна да је старији од нове цркве.

## Историјат
Постојање цркве у селу Сеча Река може се пратити од 1786. године, па до 1812. године када је на месту спаљеног старијег храма 1805. године, довршена и освећена постојећа брвнара посвећена великомученику Георгију (Светом Ђорђу). Међутим, археолошки остаци на неким локацијама у непосредном окружењу основ су за претпоставку да је црква у Сечој Реци постојала знатно раније, можда још у време средњовековне српске државе. Последња црква која је претходила садашњој, обновљеној цркви, такође је била од дрвета и саграђена на истом месту. Током 1805. године када су се око града Ужица водиле борбе између устаничке војске и турског гарнизона, црква је спаљена.

## Изглед цркве
Цркву брвнару чине полигонални олтарски простор, наос, припрата са хором и трем. Кров покривен шиндром има јако изражену слемењачу. Врата на западном и северном зиду носе богату бојену резбарену декорацију у виду прецизно изведених розета на касетираној површини.
Унутрашњост цркве је издељена двема преградама на припрату, наос и олтарски простор са обележеним простором за проскомидију. Ентеријером доминира дрвени резбарени и бојени полијелеј, дело осаћанских неимара, испод којег је камена амвонска розета, као и бројне иконе, хронолошки углавном везане за 19. век. Међу њима се издвајају царске двери и надверје Симеона Лазовића, који се сврставају у његова најлепша остварења. Истом мајстору се приписује и шкриња у којој се чувао прибор за причешћивање, а чији је поклопац осликан представама Богородице са Христом, Светог Николе и Светог Луке.
Око цркве су постављени споменици-крајпуташи, подигнути у периоду 1912—1918. ратницима изгинулим у Балканским и Првом светском рату. У порти цркви у каснијем периоду подигнута су два настрешице-лапидаријума под којима се такође налазе споменици. Над споменицима је урађена конзервација и освежени су бојама.
На цркви конзерваторски радови вршени су 1952. и 1975.